# Meniscomorpha thoracica
Meniscomorpha thoracica är en stekelart som först beskrevs av Brulle 1846.  Meniscomorpha thoracica ingår i släktet Meniscomorpha och familjen brokparasitsteklar. Inga underarter finns listade i Catalogue of Life.